# مايك بيلي
مايكل جيمس بيلي (بالإنجليزية: Mike Bailey)‏ ولد في (6 أبريل 1988), في بريستول، إنجلترا, هو ممثل البريطاني، ومثل بدور سيد جنكينز، في المسلسل التلفزيوني، بشرات (مسلسل) .